# Hans von Gersdorff (General)
Rudolf August Hans von Gersdorff (* 27. August 1847 in Hosterwitz; † 11. Februar 1929 in Wiesbaden) war ein preußischer Generalmajor und Kommandeur der 6. Kavallerie-Brigade.

## Leben

### Herkunft
Hans war ein Sohn des sächsischen Oberhofmarschalls und Besitzers des Rittergutes Gröditz Rudolf von Gersdorff (1804–1894) und dessen Ehefrau Isidora, geborene von Bose (1810–1871). Sie war die Witwe des Grafen Ludwig von Zech-Burkersroda (1806–1839) und Tochter des Generalleutnants Karl August Joseph Friedrich von Bose. Er hatte noch zwei Schwestern.

### Militärkarriere
Nach dem Besuch der Gymnasien in Schulpforte und Bautzen sowie der Militärerziehungsanstalt des Leutnant a. D. von Grabowski in Berlin trat Gersdorff am 4. Mai 1865 als Fahnenjunker in das Magdeburgische Dragoner-Regiment Nr. 6 der Preußischen Armee ein. Am 17. April 1866 wurde er in das 7. Brandenburgische Infanterie-Regiment Nr. 60 versetzt. Im folgenden Krieg gegen Österreich nahm Gersdorff an der Schlacht bei Königgrätz teil und wurde für sein tapferes Verhalten zum Unteroffizier befördert. Nach dem Krieg stieg er Ende September 1866 zum Portepeeoffizier auf, wurde Ende Februar 1867 in das 2. Garde-Regiment zu Fuß versetzt und avancierte Mitte November 1867 zum Sekondeleutnant.
Mit seiner Versetzung in das Brandenburgische Kürassier-Regiment (Kaiser Nicolaus I. von Rußland) Nr. 6 wechselte Gersdorff am 18. Juni 1869 erneut die Waffengattung. Zu Beginn des Krieges gegen Frankreich nahm er zunächst an den Schlachten bei Spichern, Vionville und Gravelotte teil. Vom 20. August bis zum 26. September 1870 war er Ordonnanzoffizier der 6. Kavallerie-Division und machte den Handstreich auf Laon mit. Im weiteren Kriegsverlauf kämpfte er bei seinem Regiment bei Orleans, Le Mans, Montigny, Magny, Sivry, Courville, Châteauneuf, Nouan, Azay, Mazangé, Artenay und am Bray Bach.
Ausgezeichnet mit dem Eisernen Kreuz war Gersdorff nach dem Friedensschluss vom 31. Oktober 1871 bis zum 30. September 1872 zum Militärreitinstitut nach Hannover kommandiert. Am 18. Mai 1876 wurde er zum Premierleutnant befördert und ab Mai 1878 auf ein Jahr zum Großen Generalstab kommandiert. Unter Stellung à la suite seines Regiments war Gersdorff ab Ende Februar 1880 als Adjutant der 11. Kavallerie-Brigade nach Breslau kommandiert. In dieser Stellung avancierte er Mitte Januar 1881 zum Rittmeister und wurde am 8. April 1884 als Chef der 6. Kompanie in das Regiment der Gardes du Corps versetzt. Am 1. April 1885 wurde er Kommandeur der 2. Eskadron und Chef des 3. Kompanie. Daran schloss sich am 16. Juli 1887 eine Verwendung als Kommandeur der 2. Eskadron und Chef der 8. Kompanie an. Unter Verleihung des Charakters als Major wurde Gersdorff am 16. April 1889 als Adjutant beim Generalkommando des Gardekorps kommandiert. Ende Mai 1889 erhielt er das Patent zu seinem Dienstgrad und wurde am 16. Juni 1891 als etatsmäßiger Stabsoffizier in das Hannoversche Husaren-Regiment Nr. 15 nach Wandsbeck versetzt. Im gleichen Jahr stürzte er mit dem Pferd schwer und zog sich dabei einen Beckenbruch zu. Unter Stellung à la suite beauftragte man ihn am 14. Mai 1894 mit der
Führung des Dragoner-Regiments „Prinz Albrecht von Preußen“ (Litthauisches) Nr. 1 in Tilsit. Am 16. Juni 1894 wurde Gersdorff zum Regimentskommandeur ernannt und er stieg bis Ende März 1897 zum Oberst auf. Unter Stellung à la suite seines Regiments wurde er am 18. August 1898 mit der Führung der in Brandenburg an der Havel stationierten 6. Kavallerie-Brigade beauftragt und am 16. November 1899 zum Kommandeur dieses Großverbandes ernannt. Gersdorff stieg am 18. April 1901 zum Generalmajor auf und leitete im Herbst die Manöver der verstärkten 12. Infanterie-Brigade. Aufgrund der Spätfolgen seines Beckenbruchs musste er seinen Abschied einreichen und wurde daraufhin unter Verleihung des Roten Adlerordens II. Klasse mit Eichenlaub sowie der gesetzlichen Pension am 12. September 1902 zur Disposition gestellt. Er starb unverheiratet am 11. Februar 1929 in Wiesbaden.